# Pîrjolteni
Pîrjolteni est une commune du raion de Călărași, en Moldavie.

## Démographie
En 2014 sa population était de 1 560 habitants.